# Floors Castle

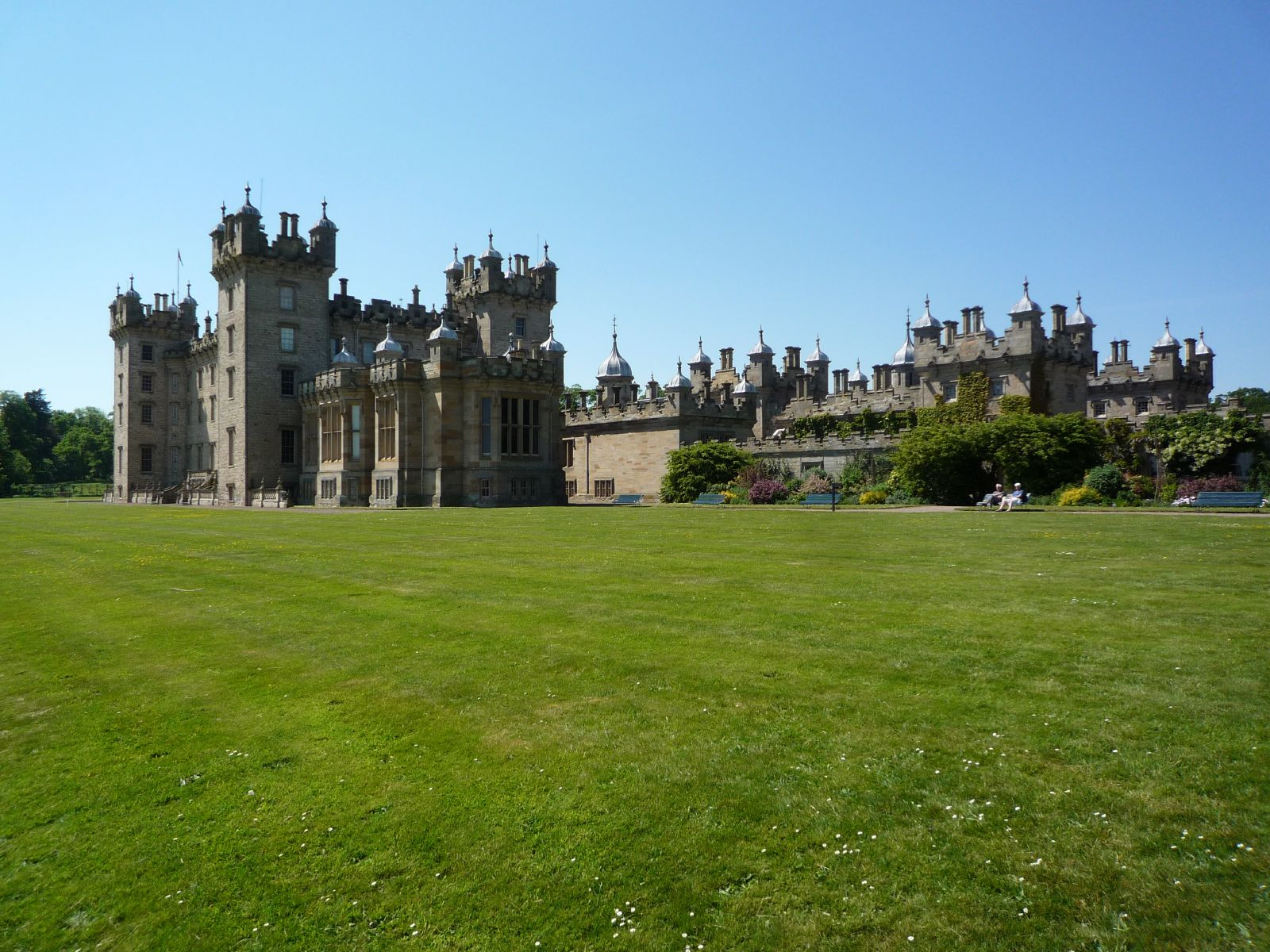
Floors Castle met een deel van de tuinen

Floors Castle is een kasteel in Kelso in het Schotse raadsgebied Scottish Borders. Het is eigendom van de Hertog van Roxburghe en is het grootste bewoonde kasteel van Schotland. Met alle tuinen meegerekend bedekt het landgoed circa 52.000 acres of ruim 210 km². Floors Castle werd ontworpen door William Adam op basis van schetsen van Sir John Vanbrugh en werd voltooid in 1726. Elf kamers van het kasteel staan open voor het publiek. Het kasteel herbergt een uitgebreide kunstcollectie, die in de vroege twintigste eeuw grotendeels werd aangelegd door Mary Goelet, bekend als Duchess May. Fotografie in het kasteel is niet toegestaan.

## Beschrijving
Het kasteel is een symmetrisch landhuis in georgiaanse stijl. Het staat op een verhoging aan de oever van de Tweed, met aan de overzijde de ruïnes van Roxburgh Castle. De inkomhal werd heringericht door William Henry Playfair tijdens de renovatie tussen 1837 en 1847; hij verplaatste de centrale traphal en installeerde een haard in de hal. Bezoekers hebben geen toegang tot de bovenverdiepingen van het kasteel.
Het voorkamertje is een restant van het oude 15de-eeuwse kasteel dat grotendeels gesloopt werd. Afgaand op de dikte van de muren en de vierkante opbouw was deze kamer waarschijnlijk de donjon van het oude Floors Castle. Ze fungeert als kleinere woonkamer.

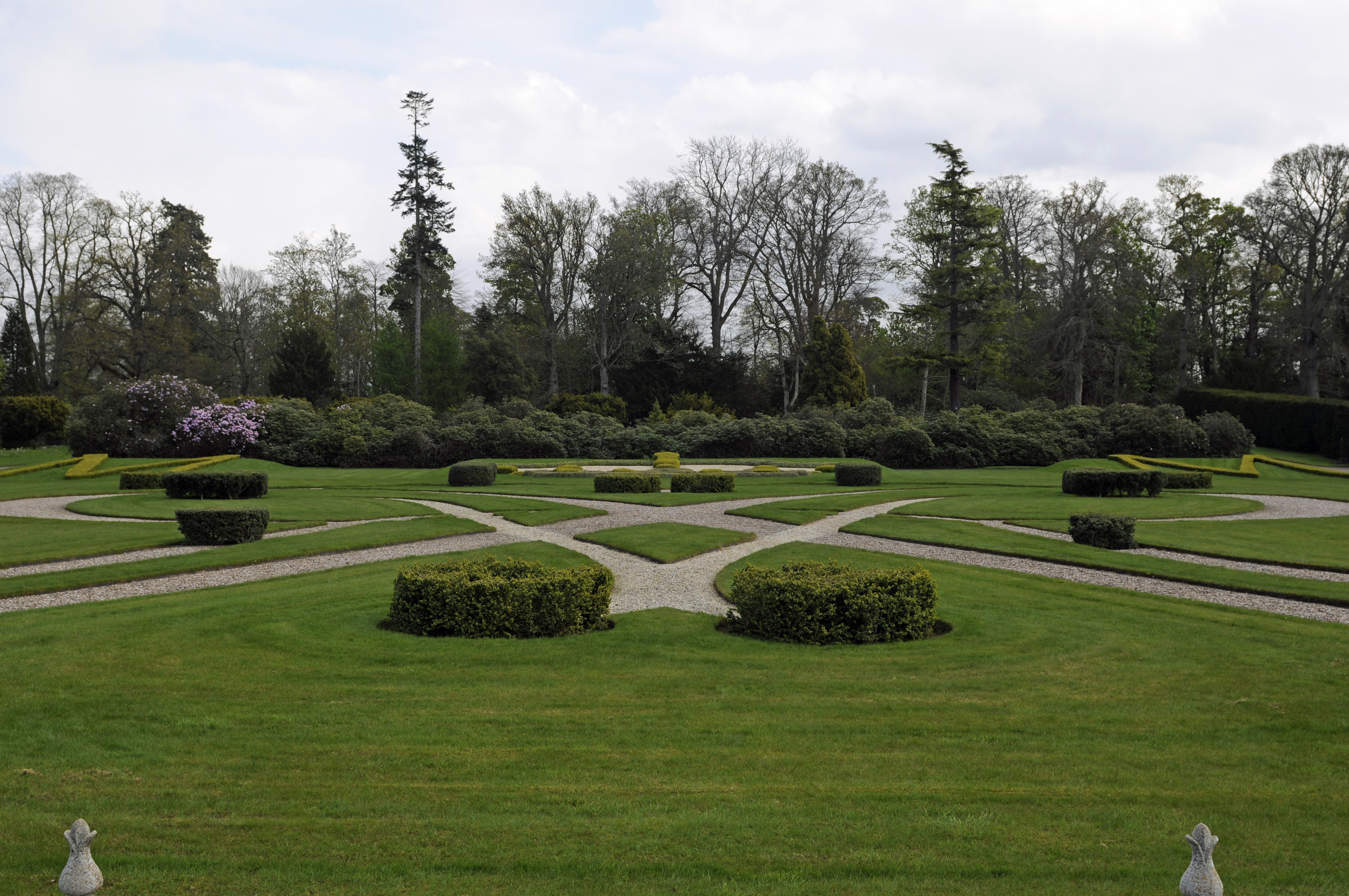
De Millennium Gardens

De belendende, grotere kamer wordt buiten de openingsuren door de familie Roxburghe als informele woonkamer gebruikt. Deze ruimte was door Adam als salon bedacht en bevat rijkelijk versierd stucwerk. In 1930 werd de kamer opnieuw ingericht.
De wanden van het eigenlijke salon ernaast zijn behangen met Brusselse wandtapijten uit de achttiende eeuw, die de antieke goden afbeelden. Omdat een van deze tapijten niet geheel op de muur paste, liet Duchess May het in tweeën snijden. Een zijkamertje van het salon is de ‘naaikamer’, waar borduurwerk wordt tentoongesteld. Hier hangen schilderijen van Henri Matisse en Odilon Redon, alsook antieke Chinese kunstwerken.
In de balzaal hangen schilderijen van onder anderen Thomas Gainsborough, Joshua Reynolds en Godfrey Kneller. Het meubilair bestaat uit stoelen uit de periode van Willem en Maria en Franse stoelen uit de tijd van Lodewijk XIV. De zaal heeft drie ramen die naar het zuiden uitkijken; het raam aan de oostkant is afgedekt door een beschilderd paneel. De wanden zijn bedekt met houtsnijwerk en een van de tapijten lag oorspronkelijk in de eetzaal van het Kasteel van Fontainebleau. De schrijftafels in de balzaal dateren uit de achttiende eeuw.
De biljartkamer was oorspronkelijk een slaapkamer. Hier overnachtte prins Leopold van Albany in 1867. In deze kamer hangen portretten van de hertogelijke familie. In een van de wanden is een bibliotheek ingebouwd.
In de ‘vogelkamer’ bevinden zich bijna vierhonderd opgezette vogels. De collectie werd aangelegd door James Innes Ker, 6de hertog van Roxburghe, die zeer in ornithologie was geïnteresseerd. Onder de specimina bevinden zich grote trappen en trekduiven. Hij had ook belangstelling voor numismatiek, zoals blijkt uit de verzameling antieke munten die hier eveneens wordt tentoongesteld.
In de galerij zijn kasten met allerlei artefacten en kostuums ondergebracht, waaronder porselein uit de Qing-dynastie en de gewaden van de Orde van de Distel.
Eveneens open voor het publiek zijn de eetzaal en de kelder. In de eetzaal staat een gedekte tafel, zoals die er in de negentiende eeuw zou hebben uitgezien. In de kamer hangt onder andere een portret van de actrice Peg Woffington. De kelder bevat informatiepanelen over de geschiedenis van het kasteel en een taart uit 1851 in de vorm van een model van Floors Castle. Hier hangen tevens geweren, visgerei en een opgezette zalm van 26 kg, die in 1886 uit de Tweed werd opgevist.

## Geschiedenis

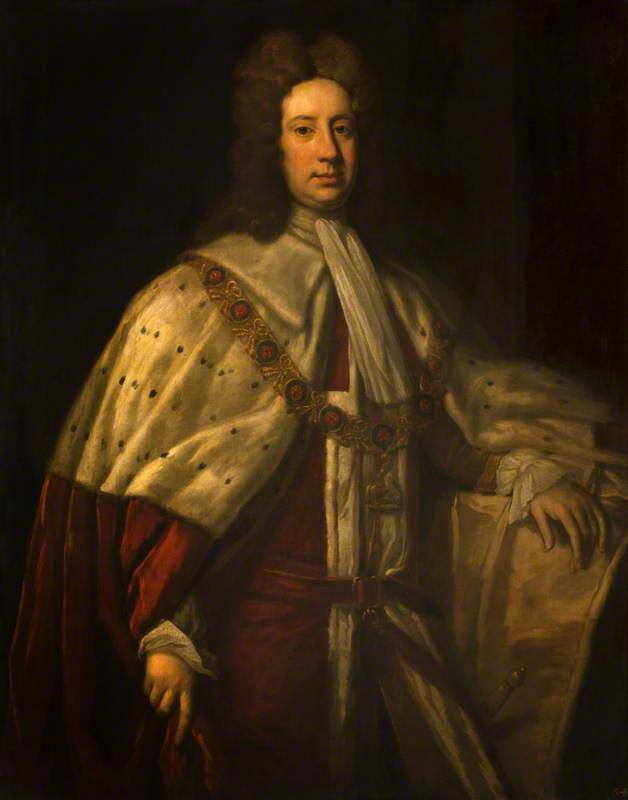
John Ker, eerste hertog van Roxburghe

De familie Ker van Cessford bouwde hier in de tweede helft van de zestiende eeuw een stadskasteel op landerijen die ze van Kelso Abbey had verworven. Dit torenhuis werd vermeld op een kaart van Willem Blaeu uit circa 1590. Van dit oorspronkelijke kasteel blijft de donjon over, die tot de voorkamer van Floors Castle werd omgebouwd. Het kasteel werd in de zeventiende eeuw verder uitgebreid, maar nagenoeg alles hiervan werd gesloopt om plaats te maken voor het nieuwe kasteel.
Robert Ker was een lokale potentaat in het woelige grensgebied tussen Engeland en Schotland, die met rooftochten in zijn onderhoud voorzag. Door zijn trouw aan Jacobus VI van Schotland werd hij in 1616 tot eerste earl van Roxburghe gecreëerd en schopte hij het tot grootzegelbewaarder van de koning. Hij maakte de personele unie van de twee koninkrijken en later de Engelse Burgeroorlog mee en overleed in 1650 zonder rechtstreekse nakomelingen.
Robert Kers kleinzoon via zijn eerste vrouw was William Drummond, die met zijn nicht, Lady Jane Ker, huwde om het landgoed Roxburgh te kunnen erven; hierop veranderde hij zijn naam in William Ker. William werd geheimraad van Karel II van Engeland. Hij stierf in 1675 en werd opgevolgd door zijn oudste zoon Robert, die in 1680 eveneens tot geheimraad werd benoemd, maar in mei 1682 verdronk in een schipbreuk bij het eiland Wight. Diens zoon Robert erfde het kasteel op zijn vijfde en overleed op zijn negentiende.
Het was John Ker, de jongere broer van de jong gestorven Robert, die in 1696 het landgoed erfde en er het stempel op zette dat in de eenentwintigste eeuw nog herkenbaar is. John speelde als staatsminister van het Schotse koninkrijk een belangrijke rol bij de vereniging van Engeland en Scotland onder de Acts of Union, waarvoor hij door koningin Anna tot hertog werd verheven. In 1722 werd hij opgenomen in de Orde van de Kousenband. John Ker was lid van de Royal Society en bevriend met onder anderen Isaac Newton en Henry Fielding. Hij liet zijn kasteel vanaf 1721 volledig herbouwen, hiertoe waarschijnlijk geïnspireerd door John Vanbrugh.

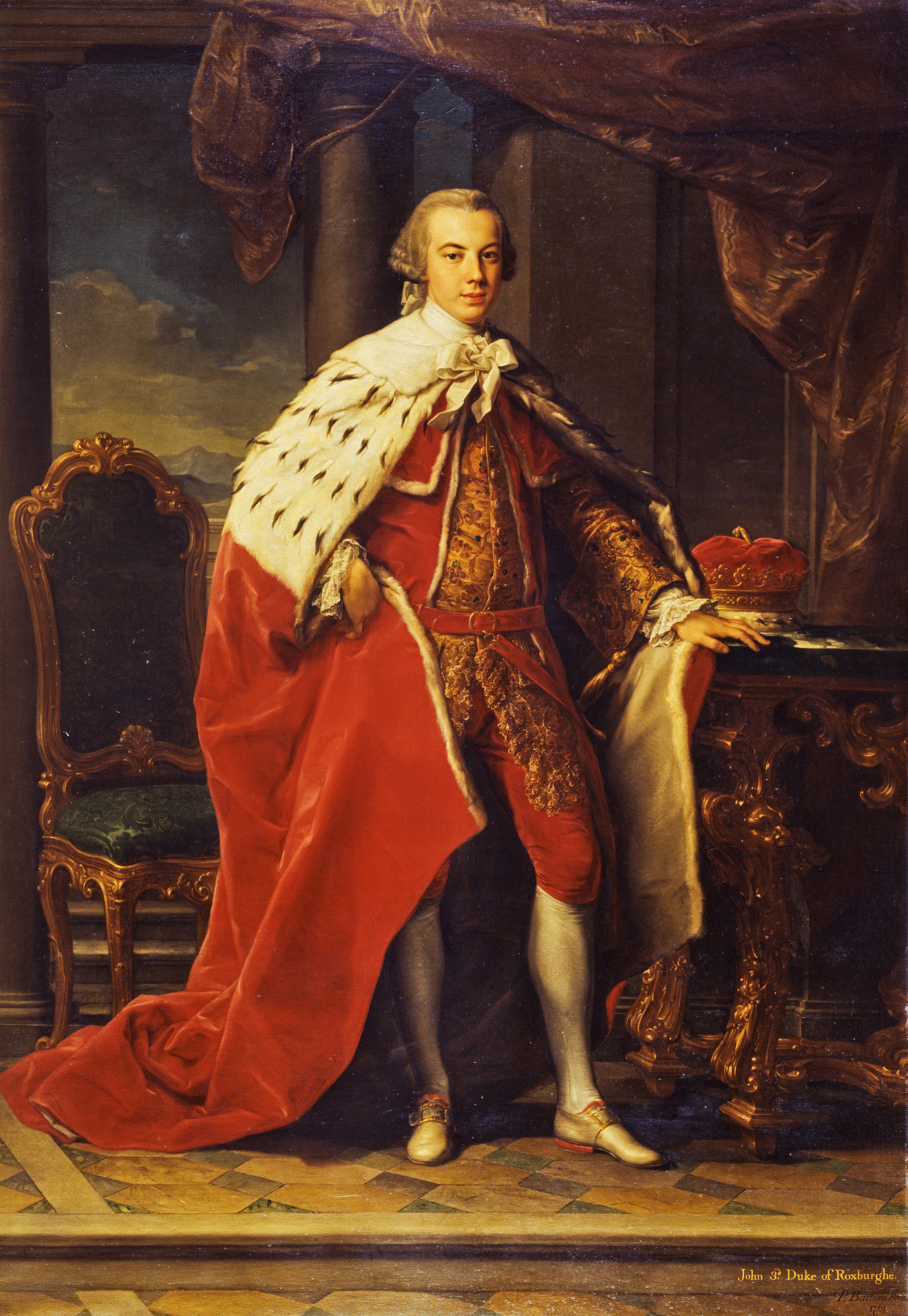
John Ker, derde hertog van Roxburghe

Zijn zoon was Robert Ker, de 2de hertog van Roxburghe, die een zoon en drie dochters kreeg. Deze zoon was John, die een bibliotheek van circa 10.000 boeken aanlegde en een hechte vriend werd van koning George III van Groot-Brittannië. Hij stierf zonder nakomelingen, omdat de vrouw met wie hij wilde trouwen, Christiane van Mecklenburg, de oudere zuster van koningin Charlotte van Mecklenburg-Strelitz was; het betaamde namelijk niet dat een oudere zuster de onderdaan van een jongere zuster zou worden, en zij zijn dan ook beiden vrijgezel gebleven.
Door het ontbreken van erfgenamen ging het hertogdom over op een achterkleinzoon van William de tweede earl, genaamd William Bellenden-Ker, 7de Lord Bellenden, die op vijfenzeventigjarige leeftijd de vierde hertog Roxburghe werd en daarop nog achttien maanden leefde. Ook hij stierf zonder erfgenamen, maar had zijn neef John Gawler als opvolger benoemd, die zijn intrek in Floors Castle nam. Zijn aanspraak werd echter door vier andere afstammelingen aangevochten. Na zeven jaar gerechtelijke twisten erkende de Lord Chancellor Sir James Innes, 6de baronet als rechtmatige opvolger, een achterachterachterkleinzoon van de eerste earl van Roxburghe, die hierdoor op zesenzeventigjarige leeftijd als ‘James Innes Ker’ de vijfde hertog werd. De gerechtskosten om zijn titel te verwerven hadden hem nagenoeg geruïneerd, waardoor hij genoopt was de bibliotheek van de derde hertog te verkopen.
James Innes Ker, vijfde hertog van Roxburghe, was met een veel jongere vrouw getrouwd, die in 1816 beviel van de gelijknamige James Innes Ker, die op zijn zevende de zesde hertog werd en in Floors Castle opgroeide. De zesde hertog was in zeker opzicht een typische bemiddelde victoriaanse heer, die rariteitenkabinetten inrichtte, zich bezighield met wetenschappelijk onderzoek en in zijn kasteel een laboratorium voor experimenten liet installeren. Tijdens zijn bewoning van het kasteel liet hij de architect William Playfair ingrijpende verbouwingen uitvoeren. Hij werd gouverneur van de National Bank of Scotland. Als ‘Earl Innes’ zetelde hij tevens in het House of Lords.
Zijn zoon, de zevende hertog, heette eveneens James Innes Ker. Hij trouwde in 1874 met Anne Spencer-Churchill, tante van Winston Churchill; uit dit huwelijk kwamen zeven kinderen voort. Hij zetelde in het parlement en diende in de regering van William Ewart Gladstone.

Guy Innes Ker, tiende hertog van Roxburghe

Henry Innes Ker, de achtste hertog van Roxburghe, was een militair die tijdens de Tweede Boerenoorlog als adjudant van de latere koning George V diende. Hij trouwde in 1903 met Mary Goelet, de steenrijke dochter van de Amerikaanse vastgoedmagnaat en zakenman Ogden Goelet uit Rhode Island. Duchess May was een verwoed kunstverzamelaar. De achtste hertog werd in oktober 1914 ernstig verwond nabij Roeselare. Hij overleed in 1932.
De negende hertog, George Innes Ker, was een lokaal politicus, onder andere voorzitter van de raad van het historische graafschap Roxburghshire. Hij begon in 1947 met het fokken van renpaarden.
Diens zoon Guy studeerde landeconomie aan het Magdalen College van de Universiteit van Cambridge. Hij had twee kinderen uit zijn eerste huwelijk en twee uit zijn tweede. Guy Innes Ker investeerde  in hernieuwbare energie en installeerde verwarming met biomassa op het landgoed. Ook was hij lid van de Tweed Commission, die zich inzette voor het behoud van de vishabitat in de plaatselijke rivier. Zijn tweede echtgenote hield zich bezig met het verbeteren van de tuinen op het kasteeldomein. Hij overleed in 2019 aan slokdarmkanker.
Charles Innes Ker, geboren in 1981, is sinds de dood van zijn vader de elfde hertog van Roxburghe. Hij werd opgeleid aan de Universiteit van Newcastle upon Tyne en de Koninklijke Militaire Academie Sandhurst. In 2006 en 2007 diende hij in militaire operaties in Irak. Hij is de oprichter van het Londense bedrijf Capstar, dat werk verschaft aan veteranen. Naar eigen zeggen is hij vastberaden het kasteeldomein voor toekomstige generaties op duurzame wijze te bewaren, met betrokkenheid van de plaatselijke gemeenschap.